# Flunkyball
 (février 2025).
Si vous disposez d'ouvrages ou d'articles de référence ou si vous connaissez des sites web de qualité traitant du thème abordé ici, merci de compléter l'article en donnant les références utiles à sa vérifiabilité et en les liant à la section « Notes et références ».
 (février 2025).
Motif : page déjà supprimée en 2019, voir Discussion:Flunkyball/Admissibilité.
- Archive Wikiwix
- Bing
- Cairn
- DuckDuckGo
- E. Universalis
- Gallica
- Google
- G. Books
- G. News
- G. Scholar
- Persée
- Qwant
- (zh) Baidu
- (ru) Yandex
- (wd) trouver des œuvres sur Wikidata

| 1. | Préciser le motif de la pose du bandeau. | Précisez le motif de la pose du bandeau en utilisant la syntaxe suivante : {{admissibilité à vérifier\|date=août 2025\|motif=remplacez ce texte par le motif}}                  |
| 2. | Informer les utilisateurs concernés.     | Pensez à avertir le créateur de l'article, par exemple, en insérant le code ci-dessous sur sa page de discussion : {{subst:avertissement admissibilité à vérifier\|Flunkyball}} |

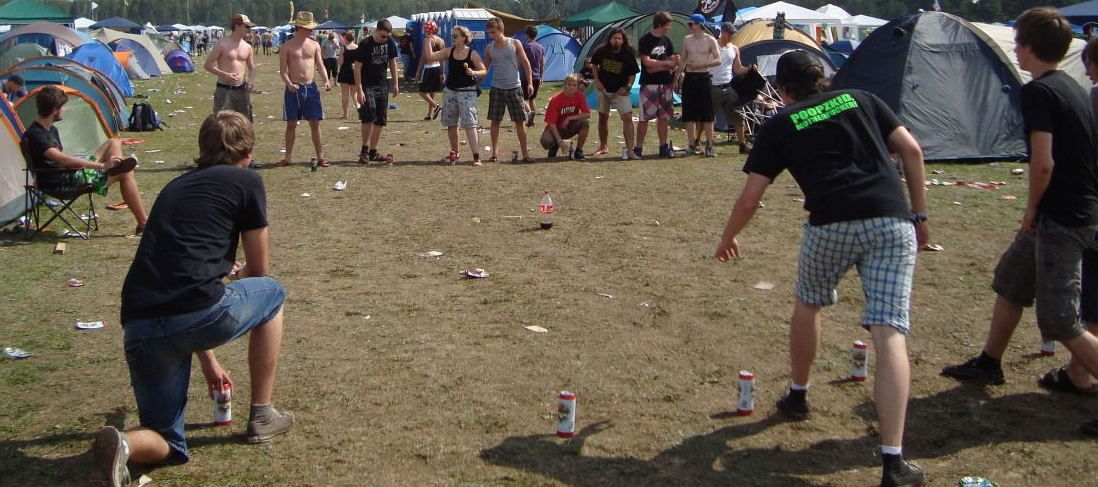
Une partie de flunkyball lors d'un festival

Le flunkyball ([ˈflʌŋkiˌbɔːl] o [ˈflʊŋkiˌbal]), également appelé beerball, ou plus rarement beerling,  est un jeu à boire dans lequel deux équipes s'affrontent en tentant de faire tomber une bouteille située en milieu de terrain.

## Règles du jeu

### Généralités

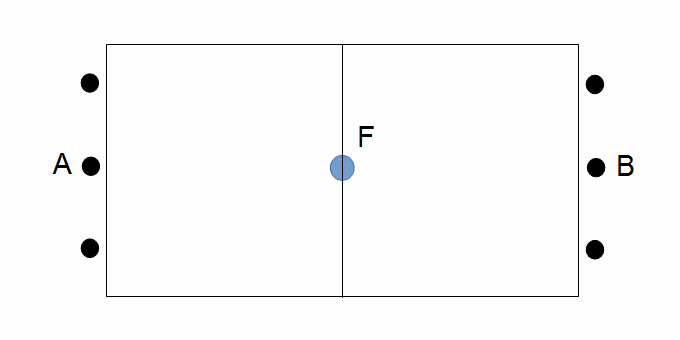
Croquis d'un terrain de flunkyball : les équipes A et B positionnées derrière les lignes de fond, l'objet cible F au milieu.

Deux équipes se font face, chacune alignée en rang, à une distance d'environ 10 mètres. Le nombre de joueurs peut varier, les équipes étant généralement composées de 3 à 8 personnes. Chaque joueur a une bouteille ou une canette de bière sur le sol devant lui. Entre les deux équipes, au milieu du terrain de jeu, se trouve une cible, généralement une bouteille, d'un quart ou de la moitié pleine, qui doit être touchée par une balle et renversée. L'équipe avec la balle a le droit à une tentative pour atteindre la cible. Si la bouteille tombe, l'équipe qui l'a lancée peut boire sa bière. L'équipe adverse doit remettre le but en place et ramener la balle derrière sa propre ligne. Dès que l'équipe adverse a rétabli le terrain de jeu, elle crie « Stop » et l'équipe qui a lancé doit arrêter de boire. Lorsque les deux équipes sont à nouveau prêtes, l’autre équipe peut lancer. Dès qu’une équipe a fini de boire toutes ses bières, elle a gagné la partie.

### Sanctions
Des sanctions peuvent être imposées, par exemple, si un joueur commence à boire trop tôt, continue à boire après le cri de « Stop » ou vomit. Renverser de la bière (par exemple, si la bouteille déborde ou tombe) est également pénalisé. Les sanctions possibles incluent une « bière de pénalité » pour le joueur fautif, la perte d'un tour de lancer ou une gorgée en faveur de l'équipe adverse. Ce qui est considéré comme une infraction et la manière dont elle est sanctionnée varient selon les lieux,,.

### Variantes
Les règles du Flunkyball varient d'un endroit à l'autre et sont souvent déterminées au début de la partie, voire pendant le jeu. La distance entre les lanceurs et la cible peut varier. Dans certains cas, il suffit de redresser la cible pour crier « Stop ! » sans ramener la balle derrière la ligne de l'équipe. 
Au lieu d'une balle, on peut utiliser une bouteille en plastique ou même un oignon comme projectile. À noter qu'en festival, la balle est souvent remplacée par une chaussure. Le jeu peut également se jouer avec des boissons non alcoolisées, comme des sodas ou de l'eau. La quantité à boire varie également, mais les bouteilles de 0,5 à 1,5 litre sont les plus courantes.

## Popularité
Le flunkyball se joue généralement en été et dans des espaces verts, tels que des parcs et des jardins. Il est également courant lors des festivals de musique. Le jeu est particulièrement populaire parmi les étudiants et les universitaires allemands. Par exemple, l'Institut de technologie de Karlsruhe organise chaque année un championnat de flunkyball. La plus grande compétition de flunkyball en Allemagne se tient à Elmshorn chaque mois de mai.
Curieusement, le terme flunkyball est courant dans les pays germanophones, mais inconnu dans le monde anglophone. 
Le record mondial de la plus grande partie de flunkyball jamais jouée a eu lieu le 31 mai 2024 à Leipzig, où 1 323 personnes ont joué simultanément. Dans cette ville, le jeu est connu sous le nom de bierball.

## Origine et histoire
Les premières parties de flunkyball sont jouées au début des années 2000 et utilisent des canettes de bière au centre comme cibles à renverser. Dans les premières variantes, on utilise un « puck » (une canette de bière aplatie en forme de disque de hockey), une balle ou un bâton. Avec l'introduction en Allemagne de l'obligation de consigne uniforme pour les canettes de bière le 1er mai 2006, la variante avec le « puck » devient de moins en moins courante.
Le premier championnat du monde a lieu en 2005 à Darmstadt où une équipe de Dillenburg remporte la victoire,.

## Dans la culture populaire
Une partie de flunkyball est montrée dans un clip du groupe Kraftklub de Chemnitz.
Flunkyball est également le titre d'un film de fiction réalisé par Alexander Adolph en 2023. Le jeu n'apparaît que dans une seule scène, riche en symbolisme[pas clair].